# Uscana callosobruchi
Uscana callosobruchi är en stekelart som beskrevs av Lin 1994. Uscana callosobruchi ingår i släktet Uscana och familjen hårstrimsteklar. Inga underarter finns listade i Catalogue of Life.